# 216446 Nanshida
216446 Nanshida è un asteroide della fascia principale. Scoperto nel 2009, presenta un'orbita caratterizzata da un semiasse maggiore pari a 3,0437606 au e da un'eccentricità di 0,1354990, inclinata di 12,84648° rispetto all'eclittica.